# Tombe van Bibi Jawindi
De Tombe van Bibi Jawindi (Urdu: مقبرہ بی بی جیوندی) is een van de vijf monumenten bij de stad Pakistaanse stad Uch in Punjab en staat op de "tentative list" van de UNESCO Werelderfgoedlijst. De tombe is gebouwd ter ere van Bibi Jawindi, de achterkleindochter van de soefi Jahaniyan Jahangasht. De tombe maakt deel uit van een reeks monumenten die zijn opgericht voor het soefisme en deze bouwwerken worden gezien als meesterwerken van de islamitische architectuur.

## Geschiedenis
Bibi Jawindi overleed in 1403 en in 1493 gaf de Iraanse prins Dilshad opdracht tot bouw van de tombe ter ere van haar nagedachtenis. Door een stortvloed in 1817 is de tombe flink beschadigd geraakt en is de westzijde van het gebouw ingestort.

## Architectuur
Het graf is gebouwd van bakstenen die op een achthoekige basis gelegd zijn met torentjes op elke hoek van de achthoek. Het heeft een enkele koepel op een kleinere achthoekige trommel met gebogen ramen. De lay-out van het graf toont overeenkomsten met het mausoleum van Shah Rukn-e-Alam in Multan, dat werd gebouwd tussen 1320 en 1324. De buitenkant van de tombe is voorzien van azuurblauwe en geglazuurde tegels.

## Galerij

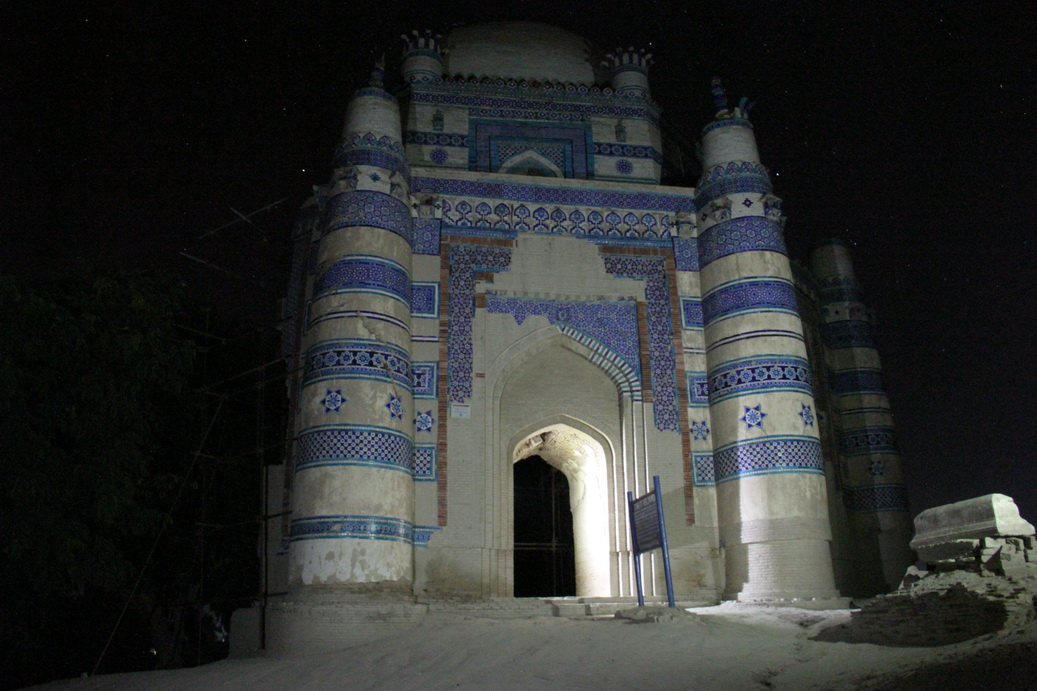
De tombe in de avond
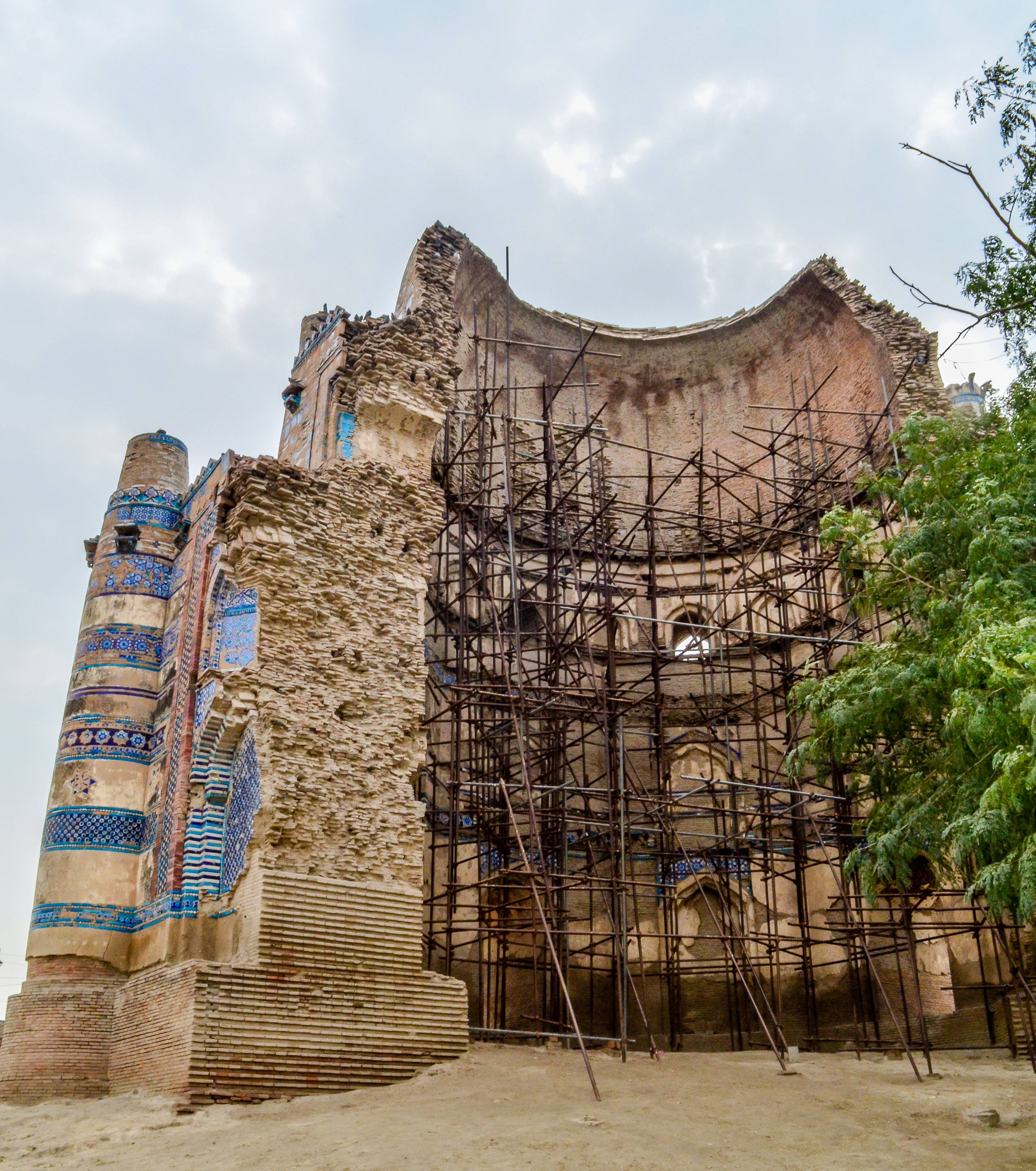
Restauratiewerken in de koepel
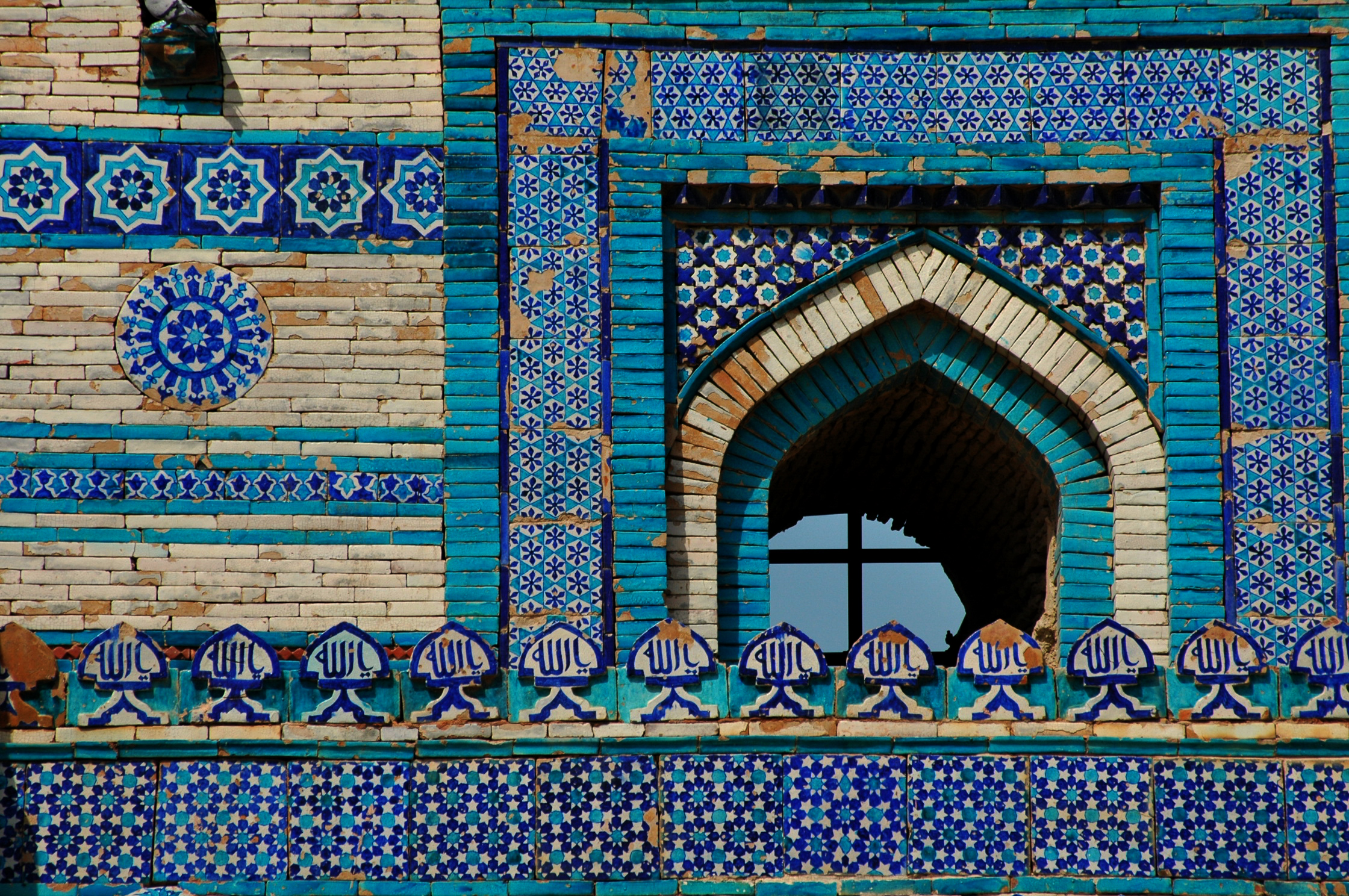
De azuurblauwe betegeling van de tombe
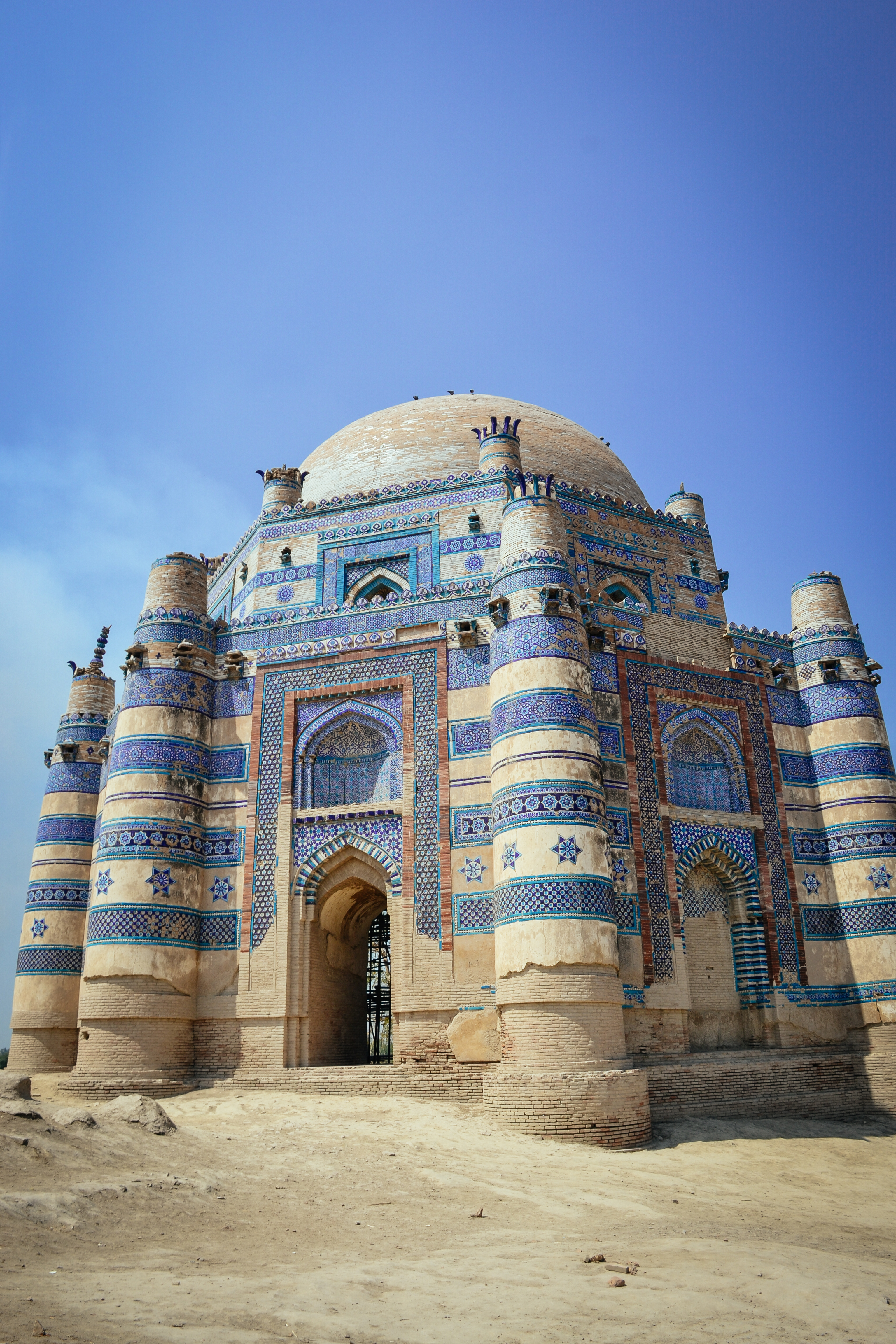
Hoofdingang van de tombe